# GHSR
GHSR (англ. Growth hormone secretagogue receptor) – білок, який кодується однойменним геном, розташованим у людей на короткому плечі 3-ї хромосоми.  Довжина поліпептидного ланцюга білка становить 366 амінокислот, а молекулярна маса — 41 329.
| 10         |  | 20         |  | 30         |  | 40         |  | 50         |
| ---------- |  | ---------- |  | ---------- |  | ---------- |  | ---------- |
| MWNATPSEEP |  | GFNLTLADLD |  | WDASPGNDSL |  | GDELLQLFPA |  | PLLAGVTATC |
| VALFVVGIAG |  | NLLTMLVVSR |  | FRELRTTTNL |  | YLSSMAFSDL |  | LIFLCMPLDL |
| VRLWQYRPWN |  | FGDLLCKLFQ |  | FVSESCTYAT |  | VLTITALSVE |  | RYFAICFPLR |
| AKVVVTKGRV |  | KLVIFVIWAV |  | AFCSAGPIFV |  | LVGVEHENGT |  | DPWDTNECRP |
| TEFAVRSGLL |  | TVMVWVSSIF |  | FFLPVFCLTV |  | LYSLIGRKLW |  | RRRRGDAVVG |
| ASLRDQNHKQ |  | TVKMLAVVVF |  | AFILCWLPFH |  | VGRYLFSKSF |  | EPGSLEIAQI |
| SQYCNLVSFV |  | LFYLSAAINP |  | ILYNIMSKKY |  | RVAVFRLLGF |  | EPFSQRKLST |
| LKDESSRAWT |  | ESSINT     |  |            |  |            |  |            |

A: Аланін

C: Цистеїн

D: Аспарагінова кислота

E: Глутамінова кислота

F: Фенілаланін

G: Гліцин

H: Гістидин

I: Ізолейцин

K: Лізин

L: Лейцин

M: Метіонін

N: Аспарагін

P: Пролін

Q: Глутамін

R: Аргінін

S: Серин

T: Треонін

V: Валін

W: Триптофан

Кодований геном білок за функціями належить до рецепторів, g-білокспряжених рецепторів, білків внутрішньоклітинного сигналінгу. 
Задіяний у таких біологічних процесах як поліморфізм, альтернативний сплайсинг. 
Локалізований у клітинній мембрані, мембрані.